# Damineh Hojat
Damineh Hojat (* 1980 in Berlin) ist eine deutsch-persische Schauspielerin und Synchronsprecherin.

## Karriere
Als Synchronschauspielerin ist Damineh Hojat regelmäßig zu hören. So lieh sie ihre Stimme unter anderem Julianne Hough in der Kinoproduktion Safe Haven – Wie ein Licht in der Nacht, Greta Gerwig in dem Film Algebra in Love, Odette Anabelle in Group Sex-Die etwas andere Gruppentherapie, Yasmine El Masri in Julian Schnabels Film Miral und Gabriella Wilde in Squatters. In Fernsehserien wird sie regelmäßig für Synchronhauptrollen besetzt, wie beispielsweise für die Rolle der Lacey (Noureen DeWulf) in Anger Management, Betty (Annaleigh Ashford) in Masters of Sex oder Adrian Lee Boykewich in The Secret Life of the American Teenager. In Atlantis ist sie als Königin Ariadne zu hören. In Played und in Low Winter Sun sprach sie ebenfalls die weiblichen Hauptrollen.
Hojat ist die Feststimme der US-amerikanischen Schauspielerin Crystal Reed, die sie in ihren wichtigsten Filmen und Serien sprach. Seither lieh sie Reed auch ihre Stimme in der Fernsehserie Teen Wolf. Weitere, bedeutungsvolle Rollen synchronisierte sie in japanischen Anime-Serien. So sprach sie Homura in Senran Kagura, Ichika Takatsuki in Waiting in the Summer, Besatzungsmitglied Ichijiku Hinata der Ikaruga in Code Geass – Hangyaku no Lelouch und seit 2012 Dr. Chika Tanaka in der Anime-Adaption von Iron Man.
Als Sängerin hörte man Damineh Hojat unter anderem als singende Billie Kent in der Serie Boardwalk Empire sowie in einigen Zeichentrick-Episodenhauptrollen.
2013 sang sie den deutschen Titelsong zur Zeichentrickserie Es war einmal … unsere Erde.

## Filmografie
- 2004: Oomph! – Brennende Liebe (Musikvideo)
- 2006: Tessa – Leben für die Liebe (Fernsehserie)
- 2006: Mariannenplatz (Musikvideo)
- 2006: Verliebt in Berlin (Fernsehserie)
- 2008: Meine wunderbare Familie (Fernsehfilm)
- 2008: T-Systems – Mobile Fitness (Image-Film)
- 2008: Meine wunderbare Familie 2 (Fernsehmehrteiler)
- 2009: Pfarrer Braun (Fernsehfilm)
- 2009: vatermutterkind (Kurzfilm)
- 2010: Gute Zeiten, schlechte Zeiten (Seifenoper)
- 2012: Mr. Pink & The Lily, Sweet Emotion (Musikvideo)
- 2013: Trailerdreh, ZDF-Reihe Herzkino
- 2014: badlands (Kurzfilm)
- 2016: Brussel (Fernsehserie)
- 2017: After the Future (Kinokurzfilm)
- 2018: In aller Freundschaft – Die jungen Ärzte (Fernsehserie)
- 2021: In aller Freundschaft – Die Krankenschwestern (Fernsehserie)
- 2022: SOKO Wismar (Fernsehserie)

## Synchronrollen (Auswahl)

### Filme
- 2010: Odette Annable in Group Sex – Die etwas andere Gruppentherapie als Vanessa
- 2013: Julianne Hough in Safe Haven – Wie ein Licht in der Nacht als Katie / Erin Tierney
- 2015: Stephanie Allynne in People Places Things als Charlie
- 2015: Kozue Harashima in Psycho-Pass: The Movie als Kaori Minase
- 2015: Dolly Wells in 45 Years als Sally

### Serien
- 2013–2015: Noureen DeWulf in Anger Management als Lacey
- 2013–2015/2017: Crystal Reed in Teen Wolf als Allison Argent
- 2010–2014: Meg Steedle in Boardwalk Empire als Billie Kent
- 2013–2016: Annaleigh Ashford in Masters of Sex als Betty DiMello
- 2015: Anna Friel in American Odyssey als Odelle Banard
- 2015–2021: Ashley Johnson in Blindspot als Patterson
- 2016–2017: Sheila Vand in 24: Legacy als Nilaa Mizrani
- 2017–2019: DeWanda Wise in Nola Darling als Nola Darling
- 2017–2019: Amber Rose Revah in Marvel’s The Punisher als Dinah Madani
- 2018–2020: Aimee Carrero in She-Ra und die Rebellen-Prinzessinnen als She-Ra / Adora
- 2019–2023: Sepideh Moafi in The L Word: Generation Q als Gigi
- seit 2019: Gugu Mbatha-Raw in The Morning Show als Hanna Shoenfeld
- 2019–2022: Meagan Tandy in Batwoman als Sophie Moore
- 2020–2025: Natacha Karam in 9-1-1: Lone Star als Marjan Marwani
- 2020–2023: Juliet Rylance in Perry Mason als Della Street
- seit 2022: Olivia Joof Lewerisaa in Befruchtet als Simone
- 2023: Katrina Begin in Navy CIS: L.A. als Lauren Olsen
- 2025: Navy CIS: Die Söldner